# Jainy Barreto
Jainy Suelen dos Santos Barreto (* 4. November 1999) ist eine brasilianische Leichtathletin, die sich auf den Sprint spezialisiert hat.

## Sportliche Laufbahn
Erste Erfahrungen bei internationalen Meisterschaften sammelte Jainy Barreto im Jahr 2023, als sie bei den Südamerikameisterschaften in São Paulo mit der brasilianischen 4-mal-400-Meter-Staffel in 3:31,63 min gemeinsam mit Júlia Aparecida Rocha, Daysiellen Dias und Tiffani Marinho die Silbermedaille hinter dem kolumbianischen Team gewann und sich in der Mixed-Staffel in 3:18,02 min gemeinsam mit Tiago Lemes da Silva, Julia Ribeiro und Douglas Mendes ebenfalls die Silbermedaille hinter Kolumbien sicherte. Im November nahm sie mit der Frauenstaffel an den Panamerikanischen Spielen in Santiago de Chile teil und gewann dort in 3:34,80 min gemeinsam mit Anny de Bassi, Letícia Lima und Tiffani Marinho die Bronzemedaille hinter den Teams aus Kuba und der Dominikanischen Republik. Bei den World Athletics Relays 2024 in Nassau wurde sie in 3:31,60 min Dritte im A-Lauf über 4-mal 400 Meter in der 2. Qualifikationsrunde für die Olympischen Spiele. Kurz darauf siegte sie mit der Staffel in 3:30,72 min bei den Ibero-Amerikanischen Meisterschaften in Cuiabá. Im Jahr darauf belegte sie bei den Südamerikameisterschaften in Mar del Plata in 54,09 s den fünften Platz über 400 Meter und gewann mit der Frauenstaffel in 3:34,28 min die Silbermedaille hinter dem kolumbianischen Team.
2024 wurde Barreto brasilianische Meisterin im 400-Meter-Lauf.

## Persönliche Bestzeiten
- 400 Meter: 52,15 s, 27. Juni 2024 in São Paulo